# Jessica Chastain
Jessica Chastain   (Sacramento, 24 de març de 1977) és una actriu i productora estatunidenca. És coneguda pels seus papers en pel·lícules de temàtica feminista, ha guanyat un Oscar, un Globus d'Or i dues nominacions als Oscar. Va formar part de la llista de les 100 persones més influents pel món de 2012 de la revista Time.
Nascuda i criada a Sacramento (Califòrnia), Chastain va desenvolupar un interès per actuar des de molt jove. El 1998, va fer el seu debut professional com a Julieta de Shakespeare. Després d'estudiar interpretació a la Juilliard School, va signar un contracte de tinença de talents amb el productor de televisió John Wells. Va ser una estrella convidada recurrent en diverses sèries de televisió, incloent-hi Law & Order: Trial by Jury. També va participar en les produccions teatrals de l'obra d'Anton Txékhov L'hort dels cirerers el 2004 i Salomé d'Oscar Wilde el 2006.
Chastain va fer el seu debut cinematogràfic en el drama Jolene (2008), i va guanyar un ampli reconeixement el 2011 per papers protagonistes en mitja dotzena de pel·lícules, incloent-hi els drames Take Shelter i L'arbre de la vida. La seva actuació com a aspirant a membre de l'alta societat a The Help li va valer una nominació a l'Oscar a la millor actriu secundària. El 2012, va guanyar un Globus d'Or i va rebre una nominació a l'Oscar a la millor actriu per interpretar una analista de la CIA en el thriller Zero Dark Thirty. Chastain va fer el seu debut a Broadway en un revival de The Heiress el mateix any. Els seus llançaments més taquillers van venir amb les pel·lícules de ciència-ficció Interstellar (2014) i The Martian (2015), i la pel·lícula de terror It Chapter Two (2019), i va continuar rebent elogis de la crítica per les seves actuacions en els drames L'any més violent (2014), El cas Sloane (2016) i Molly's game (2017). El 2022 va guanyar l'Oscar a la millor actriu pel l'actuació a la pel·lícula The Eyes of Tammy Faye.

Chastain és la fundadora de la productora Freckle Films, que va ser creada per promoure la diversitat en el cinema. És vocal sobre problemes de salut mental, així com de la igualtat de gènere i racial. Està casada amb l'executiu de moda Gian Luca Passi de Preposulo, amb qui té una filla.

## Filmografia

### Cinema

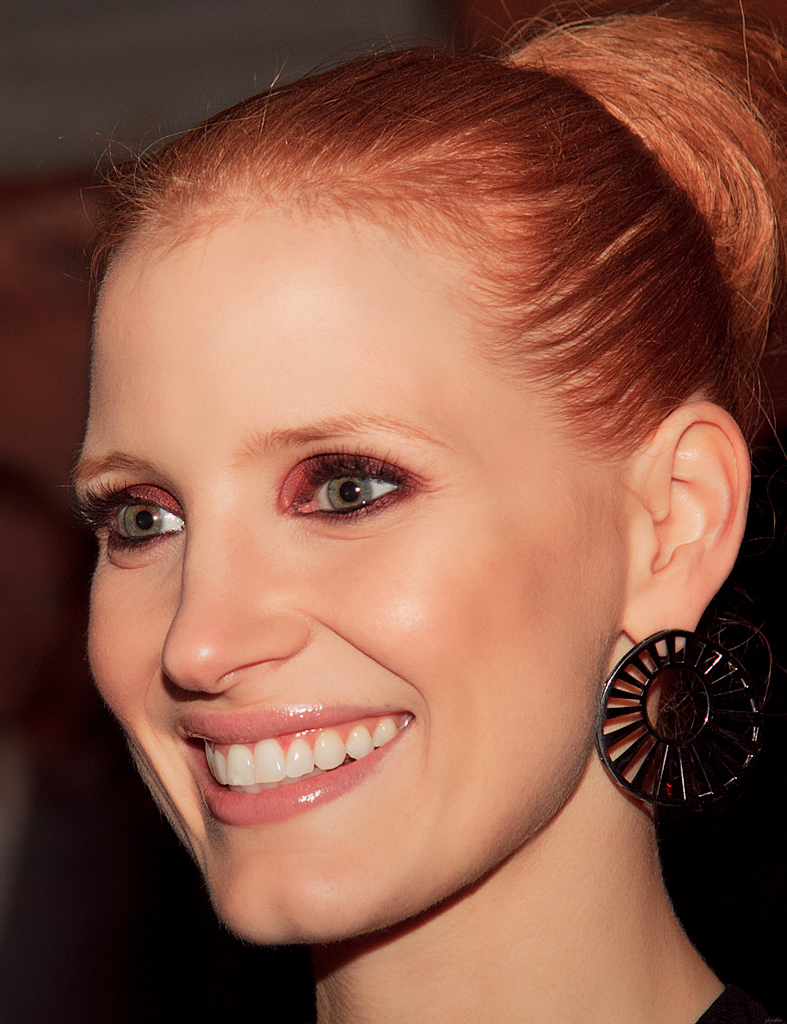
Chastain al Festival Internacional de Cinema de Toronto

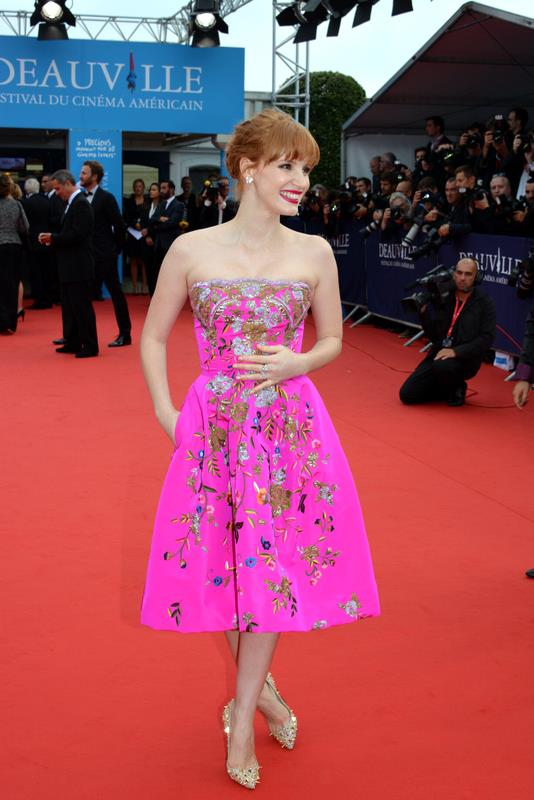
Chastain al Festival de Cinema de Deauville.

| Any          | Pel·lícula                                                | Personatge            | Notes |
| ------------ | --------------------------------------------------------- | --------------------- | --- |
| 2008         | Jolene                                                    | Jolene                | |
| 2009         | Stolen Lives                                              | Sally Ann             | |
| 2010         | The Westerner                                             | Mare de Daniel        | Curtmetratge |
| 2010         | The Debt                                                  | Rachel Singer de jove | |
| 2011         | Take Shelter                                              | Samantha LaForche     | |
| 2011         | Coriolanus                                                | Virgilia              | |
| 2011         | L'arbre de la vida                                        | Sra. O'Brien          | |
| 2011         | The Help                                                  | Celia Foote           | Nominació − Oscar a la millor actriu secundària Nominació − Globus d'Or a la millor actriu secundària Nominació − BAFTA a la millor actriu secundària |
| 2011         | Wilde Salomé                                              | Salomé                | |
| 2011         | Texas Killing Fields                                      | Detectiu Pam Stall    | |
| 2011         | Touch of Evil                                             | Iniciadora del foc    | Curtmetratge |
| 2012         | Madagascar 3: De marxa per Europa                         | Gia                   | Veu |
| 2012         | Sense llei                                                | Maggie Beauford       | |
| 2012         | The Color of Time                                         | Sra. Williams         | |
| 2012         | Zero Dark Thirty                                          | Maya                  | Globus d'Or a la millor actriu dramàtica Nominació − Oscar a la millor actriu Nominació − BAFTA a la millor actriu                                    |
| 2013         | Mama                                                      | Annabel               | |
| 2013         | The Disappearance of Eleanor Rigby                        | Eleanor Rigby         | També productora; versions: ell, ella i ells |
| 2014         | La senyoreta Júlia                                        | Srta. Julie           | |
| 2014         | Interstellar                                              | Murph                 | |
| 2014         | L'any més violent                                         | Anna Morales          | Nominació − Globus d'Or a la millor actriu secundària                                                                                                 |
| 2015         | The Martian                                               | Melissa Lewis         | |
| 2015         | Crimson Peak                                              | Lady Lucille Sharpe   | |
| 2016         | Les cròniques de Blancaneu: El caçador i la reina del gel | Sara                  | |
| 2016         | El cas Sloane                                             | Elizabeth Sloane      | Nominació − Globus d'Or a la millor actriu dramàtica                                                                                                  |
| 2017         | The Zookeeper's Wife                                      | Antonina Zabinska     | |
| 2017         | I am Little Red                                           | Caputxeta vermella    | Curtmetratge, veu |
| 2017         | Molly's game                                              | Molly Bloom           | |
| 2017         | La dona que va davant                                     | Catherine Weldon      | |
| 2018         | Spheres                                                   | Narradora             | Segment: "Spheres: Songs of Spacetime" |
| 2019         | Dark Phoenix                                              | Vuk                   | |
| 2019         | It Chapter Two                                            | Beverly Marsh         | |
| 2020         | Ava                                                       | Ava                   | També productora |
| 2021         | The Forgiven                                              | Jo Henninger          | |
| 2021         | The Eyes of Tammy Faye                                    | Tammy Faye Bakker     | També productora |
| 2022         | Agents 355                                                | Mason "Mace" Brown    | També productora |
| 2022         | Armageddon Time                                           | Maryanne Trump        | Cameo |
| 2022         | The Good Nurse                                            | Per anunciar          | Postproducció |
| Per anunciar | Memory                                                    | Per anunciar          | Postproducció |
| Per anunciar | Mother's Instinct                                         | Per anunciar          | Postproducció |

### Televisió
| Any       | Títol                      | Personatge                                    | Notes                                    |
| --------- | -------------------------- | --------------------------------------------- | ---------------------------------------- |
| 2004      | ER                         | Dahlia Taslitz                                | Episodi: "Forgive and Forget"            |
| 2004      | Veronica Mars              | Sarah Williams                                | Episodi: "The Girl Next Door"            |
| 2005      | Dark Shadows               | Carolyn Stoddard                              | Telefilm                                 |
| 2005–2006 | Law & Order: Trial by Jury | Sigrun Borg (ajudant del fiscal de districte) | 3 episodis                               |
| 2006      | Close to Home              | Casey Wirth                                   | Episodi: "The Rapist Next Door"          |
| 2006      | The Evidence               | Laura Green                                   | Episodi: "Pilot"                         |
| 2006      | Blackbeard                 | Charlotte Ormand                              | Minisèrie                                |
| 2007      | 'Til Death                 | Amfitriona                                    | Episodi: "The Italian Affair"            |
| 2007      | Journeyman                 | Tanna Bloom                                   | Episodi: "Friendly Skies"                |
| 2010      | Agatha Christie's Poirot   | Mary Debenham                                 | Episodi: "Assassinat a l'Orient Express" |
| 2016      | Animals.                   | Sarah                                         | Episodi: "Turkeys"                       |
| 2018      | Saturday Night Live        | Ella mateixa                                  | Episosi: "Jessica Chastain/Troye Sivan"  |
| 2021      | Scenes from a Marriage     | Mira Phillips                                 | Minisèrie, també productora executiva    |
| 2022      | Reframed: Marilyn Monroe   | Narradora                                     | Minisèrie documental                     |
| 2022      | George & Tammy             | Tammy Wynette                                 | Minisèrie, també productora executiva    |

### Teatre
| Any  | Títol                     | Paper            | Teatre                        |
| ---- | ------------------------- | ---------------- | ----------------------------- |
| 2004 | Rodney's Wife             | Lee              | Playwrights Horizons          |
| 2004 | L'hort dels cirerers      | Anya             | Williamstown Theatre Festival |
| 2006 | Salome                    | Salome           | Wadsworth Theatre             |
| 2009 | Otel·lo                   | Desdemona        | The Public Theatre            |
| 2012 | The Heiress               | Catherine Sloper | Walter Kerr Theatre           |
| 2017 | The Children's Monologues | Nena de 13 anys  | Carnegie Hall                 |